# ベトナム海軍艦艇一覧
ベトナム海軍艦艇一覧は、ベトナム社会主義共和国海軍が過去保有した、または現在保有する、または将来保有する予定の、未完成・計画中止を含めた歴代艦艇一覧である。
凡例

## 現有勢力（2011年現在）
- 国防予算：28億ドル（－9億ドル）
- 海軍人員：13,000名
- 艦船隻数：127隻（-3隻）

潜水艦×2
フリゲート×5
コルベット×9（+1）
ミサイル艇×10（+2）
高速艇×3（-9）
哨戒艇×24
戦車揚陸艦×4（+3）
揚陸艇×34
掃海艇×13
測量艦×1
給水艦×1
輸送艦×20
航洋曳船×1
- 航空機数：2機

陸上固定翼機×2

## 艦艇一覧（近代海軍）

### 潜水艦
- キロ型潜水艦 - 6隻

ハノイ(HQ−182 Hà Nội)
ホーチミン・シティ(HQ−183 Hồ Chí Minh City)
ハイフォン(HQ−184 Hải Phòng)
カインホア(HQ−185 Khánh Hòa)
ダナン(HQ−186 Đà Nẵng)
バリア＝ブンタウ(HQ−187 Bà Rịa-Vũng Tàu)

### 哨戒艦艇

#### 高速戦闘艇
ミサイル艇
- 1241.1型大型ミサイル艇 - 4隻
- 1241型大型ミサイル艇 - 8隻（発注中）

魚雷艇
- 206型大型魚雷艇 - 14隻

### 補助艦艇

#### 支援艦艇
潜水艦救難艦
- Yết Kiêu（927）[2]